# Phaeocystis pouchetii
Phaeocystis pouchetii je řasa řazená mezi haptofyty (Haptophyta, Prymnesiophyta). Její buňky dosahují velikosti pouhých 8 µm, ale sdružují se do slizovitých kolonií velkých více než 1 cm. Je to kosmopolitní druh žijící na jižní i severní polokouli. Tato řasa se v některých částech světa (Lamanšský průliv, Severní moře) přemnožuje a způsobuje otravu ryb (není jasné, zda je jedovatý, ale problém může být hlavně ucpání žaber slizem). Ryby navíc zapáchají po shnilé kapustě. Posléze ucpává rybářům sítě a na plážích vytváří tato řasa smrduté hnijící vrstvy, z nichž se uvolňuje dimetylsulfid. Tyto a další řasy se zmíněným způsobem významnou rolí podílí na koloběhu síry v přírodě.